# Nakhtneith

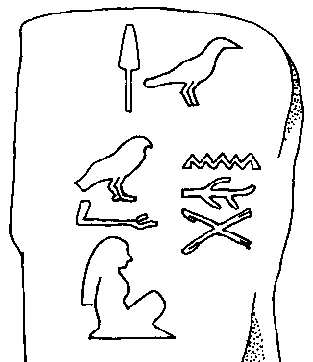
Segell amb el nom de Nakhtneith.

Nakhtneith (Nḫt Nj.t, "Neith és forta") va ser una reina egípcia de la I dinastia. Era l'esposa del faraó Djer, amb qui va viure a la cort de Memfis.
Com la primera reina coneguda d'aquesta primera dinastia, Neith-hotep, Nakhtneith també portava un nom referit a la deessa Neith.
A Nakhtneith se la coneix per una estela trobada a Abidós (estela 95), on va ser enterrada prop del seu marit. A l'estela porta els títols "Gran del ceptre hetes" (Wr.t-ḥts) i "La que porta Horus" (Rmn-Ḥr.(w)). L'estela es troba actualment al Museu del Caire (JE 35005); amida 31,6 cm d'alt per 18,5 cm d'ample.